# Saropogon tigris
Saropogon tigris är en tvåvingeart som beskrevs av Parui 1999. Saropogon tigris ingår i släktet Saropogon och familjen rovflugor. Inga underarter finns listade i Catalogue of Life.